# Élections générales québécoises de 1912
L'élection générale québécoise de 1912 s'est tenu le 15 mai 1912 afin d'élire à l'Assemblée législative de la province de Québec (Canada) les députés de la 13e législature. Il s'agit de la 13e élection générale depuis la confédération canadienne de 1867. Le Parti libéral du Québec, au pouvoir et dirigé par le premier ministre Lomer Gouin, est réélu, formant de nouveau un gouvernement majoritaire.

## Contexte
Durant la session parlementaire, les Conservateurs étaient dirigés par Joseph-Mathias Tellier étant donné que le chef du parti Pierre-Évariste Leblanc n'avait pas été réélu.
Le 3 avril 1912, on fait passer le nombre de circonscriptions de 74 à 81 dans le but de diviser les circonscriptions très populeuses.
Avant l'élection, une alliance est conclue entre le Parti conservateur et le mouvement nationaliste d'Henri Bourassa et Armand Lavergne.

## Dates importantes
- 15 avril 1912 : Émission du bref d'élection.
- 15 mai 1912 : Scrutin
- 5 novembre 1912 : Ouverture de la session.

## Résultats
| Libéral   | Conservateur | Ouvrier | Ligue nationaliste | Indépendant |
| 62 sièges | 16 sièges    | 1 siège | 1 siège            | 1 siège     |
| ^         |              |         |                    |             |
| majorité  |              |         |                    |             |

### Résultats par parti politique
Les 63 sièges libéraux incluent l'élection de Gustave Lemieux (avec approbation) à Gaspé le 27 mai 1912 et l'élection de Joseph-Édouard Caron aux Îles-de-la-Madeleine 15 juillet 1912.
Les libéraux de Lomer Gouin sont reportés au pouvoir mais cette fois les conservateurs font meilleure figure avec 43 % des suffrages.
| Partis | Partis              | Chef                   | Candidats | Sièges | Sièges | Voix    | Voix   | Voix    |
| Partis | Partis              | Chef                   | Candidats | 1908   | Élus   | Nb      | %      | +/-     |
| --- | ------------------- | ---------------------- | --------- | ------ | ------ | ------- | ------ | ------- |
| | Libéral             | Lomer Gouin            | 80        | 57     | 62     | 155 958 | 53,5 % | +0,01 % |
| | Conservateur        | Joseph-Mathias Tellier | 76        | 14     | 16     | 125 277 | 43 %   | +3,09 % |
| | Ouvrier             |                        | 3         | -      | 1      | 3 751   | 1,3 %  | -       |
| | Libéral indépendant | Libéral indépendant    | 5         | -      | -      | 2 864   | 1 %    | -0,63 % |
| | Ligue nationaliste  |                        | 2         | 3      | 1      | 2 703   | 0,9 %  | -1,64   |
| | Indépendant         | Indépendant            | 3         | -      | 1      | 739     | 0,3 %  | -2,11 % |
| Total | Total               | Total                  | 169       | 74     | 81     | 291 292 | 100 %  |         |
| Le taux de participation lors de l'élection était de 62,1 % et 3 378 bulletins ont été rejetés. Il y avait 479 521 personnes inscrites sur la liste électorale pour l'élection, toutefois seules 474 446 personnes avaient plus d'un candidat dans leur district. |                     |                        |           |        |        |         |        |         |

Élus sans opposition : 1 libéral

### Résultats par circonscription
- Argenteuil : Harry Slater (Parti conservateur)
- Arthabaska : Paul Tourigny (Parti libéral)
- Bagot : Frédéric-Hector Daignault (Parti libéral)
- Beauce : Arthur Godbout (Parti libéral)
- Beauharnois :  Edmund Arthur Robert (Parti libéral)
- Bellechasse : Antonin Galipeault (Parti libéral)
- Berthier : Joseph-Olivier Gadoury (Parti conservateur)
- Bonaventure : John Hall Kelly (Parti libéral)
- Brome : William Frederick Vilas (Parti libéral)
- Chambly : Eugène Merrill Lesieur Desaulniers (Parti libéral)
- Champlain : Joseph-Arthur Labissonnière (Parti conservateur)
- Charlevoix-Saguenay : Pierre D'Auteuil (Parti conservateur)
- Châteauguay : Honoré Mercier (fils) (Parti libéral)
- Chicoutimi : Honoré Petit (Parti libéral)
- Compton : George Nathaniel Scott (Parti libéral)
- Deux-Montagnes : Arthur Sauvé (Parti conservateur)
- Dorchester : Alfred Morisset (Parti libéral)
- Drummond : Louis-Jules Allard (Parti libéral)
- Frontenac : Georges-Stanislas Grégoire (Parti libéral)
- Gaspé : Gustave Lemieux (Parti libéral)
- Huntington : William H. Walker (Parti libéral)
- Iberville : Joseph-Aldéric Benoît (Parti libéral)
- Îles-de-la-Madeleine : Joseph-Édouard Caron (Parti libéral)
- Jacques-Cartier : Philémon Cousineau (Parti conservateur)
- Joliette : Joseph-Mathias Tellier (Parti conservateur)
- Kamouraska : Charles-Adolphe Stein (Parti libéral)
- Labelle : Hyacinthe-Adélard Fortier (Parti libéral)
- Lac-Saint-Jean : Jean-Baptiste Carbonneau (Parti libéral)
- La Prairie : Ésioff-Léon Patenaude (Parti conservateur)
- L'Assomption : Walter Reed (Parti libéral)
- Laval : Joseph-Wenceslas Lévesque (Parti libéral)
- Lévis : Alphonse Bernier (Parti conservateur)
- L'Islet : Joseph-Octave Morin (Parti conservateur)
- Lotbinière : Joseph-Napoléon Francoeur (Parti libéral)
- Maisonneuve : Jérémie-Louis Décarie (Parti libéral)
- Maskinongé : Rodolphe Tourville (Parti libéral)
- Matane : Donat Caron (Parti libéral)
- Mégantic : Joseph Demers (Parti libéral)
- Missisquoi : Jean-Baptiste Gosselin (Parti libéral)
- Montcalm : Joseph Sylvestre (Parti conservateur)
- Montmagny : Armand Lavergne (Ligue nationaliste)
- Montmorency : Louis-Alexandre Taschereau (Parti libéral)
- Montréal-Dorion : Georges Mayrand (Parti libéral)
- Montréal-Hochelaga : Séverin Létourneau (Parti libéral)
- Montréal-Laurier : Napoléon Turcot (Parti libéral)
- Montréal—Sainte-Anne : Denis Tasey (Parti conservateur)
- Montréal—Sainte-Marie : Napoléon Séguin (Parti libéral)
- Montréal—Saint-Georges : Charles Ernest Gault (Parti conservateur)
- Montréal—Saint-Laurent : John Thomas Finnie (Parti libéral)
- Montréal—Saint-Louis : Godfroy Langlois (Parti libéral)
- Napierville : Cyprien Dorris (Parti libéral)
- Nicolet : Charles Ramsay Devlin (Parti libéral)
- Ottawa : Ferdinand-Ambroise Gendron (Parti libéral)
- Pontiac : George Benjamin Campbell (Parti conservateur)
- Portneuf : Lomer Gouin (Parti libéral)
- Québec-Centre : Eugène Leclerc (Parti libéral)
- Québec-Comté : Cyrille Fraser Delâge (Parti libéral)
- Québec-Est : Louis-Alfred Létourneau (Parti libéral)
- Québec-Ouest : John Charles Kaine (Parti libéral)
- Richelieu : Maurice-Louis Péloquin (Parti libéral)
- Richmond : Peter Samuel George Mackenzie (Parti libéral)
- Rimouski : Auguste-Maurice Tessier (Parti libéral)
- Rouville : Joseph-Edmond Robert (Parti libéral)
- Saint-Hyacinthe : Télesphore-Damien Bouchard (Parti libéral)
- Sainte-Jacques : Clément Robillard (Parti libéral)
- Saint-Jean : Lomer Gouin (Parti libéral)
- Saint-Maurice : Georges-Isidore Delisle (Parti libéral)
- Saint-Sauveur : Joseph-Alphonse Langlois (Parti ouvrier)
- Shefford : William Stephen Bullock (Parti libéral)
- Sherbrooke : Calixte-Émile Therrien (Parti libéral)
- Soulanges : Joseph-Octave Mousseau (Parti libéral)
- Stanstead : Prosper-Alfred Bissonnet (Parti libéral)
- Témiscamingue : Charles Ramsay Devlin (Parti libéral)
- Témiscouata : Léo Bérubé (Parti conservateur)
- Terrebonne : Jean Prévost (libéral indépendant)
- Trois-Rivières : Joseph-Adolphe Tessier (Parti libéral)
- Vaudreuil : Hormisdas Pilon (Parti libéral)
- Verchères : Joseph-Léonide Perron (Parti libéral)
- Westmount : Charles Allan Smart (Parti conservateur)
- Wolfe : Napoléon-Pierre Tanguay (Parti libéral)
- Yamaska : Édouard Ouellette (Parti libéral)

## Sources
- Section historique du site de l'Assemblée nationale du Québec
- Jacques Lacoursière, Histoire populaire du Québec, t. 4, Sillery (Québec), éditions du Septentrion, 1997.
- Élection générale 15 mai 1912 — QuébecPolitique.com